# هوغو غاستولو
هوغو غاستولو (بالإسبانية: Hugo Gastulo)‏ (مواليد 9 يناير 1958) هو لاعب كرة قدم. يلعب مع منتخب بيرو لكرة القدم. سبق له أن لعب في كأس العالم لكرة القدم مع منتخب بلاده.

## روابط خارجية
- هوغو غاستولو على موقع الاتحاد الدولي (مؤرشف)  (الإنجليزية)
- هوغو غاستولو على موقع قاعدة بيانات كرة القدم.إي يو (الإنجليزية)
- هوغو غاستولو على موقع ناشيونال فوتبول تيمز (الإنجليزية)